# BPitch Control
BPitch Control ist ein 1999 von Ellen Allien in Berlin gegründetes Plattenlabel für elektronische Musik.

## Bedeutung des Namens
„BPitch Control bedeutet: Der DJ ist die Bitch, der die Menge unter Kontrolle pitcht.“

## Geschichte
DJ und Musikproduzentin Ellen Allien gründete 1999 nach einer Reihe von Partys BPitch Control als Plattform für Berliner Techno-Künstler. Zu den ersten Künstlern des Labels zählten neben Allien Paul Kalkbrenner (anfangs als Paul dB+), Toktok, Sascha Funke, Modeselektor und Autotune. Die erste Veröffentlichung war eine Volume. 01 betitelte EP mit Beiträgen von Rob Acid, Ellen Allien & Heiko Laux und Jammin' Unit.
Seit Mitte der 2000er Jahre galt das Label als eines der wichtigsten Berliner Technolabels.
Maßgeblich zum Bekanntheitsgrad trugen die Veröffentlichungen des Künstlers Paul Kalkbrenner bei. Spätestens seit Erscheinen des Soundtracks zum Film Berlin Calling, der in Deutschland, Österreich und der Schweiz in die Album-Charts einstieg, wurde das Label auch außerhalb der Techno-Szene einem größeren Hörerkreis bekannt. Im Jahr 2010 trennte sich Kalkbrenner allerdings von BPitch Control und gründete sein eigenes Label Paul Kalkbrenner Musik.
Das Label betreibt eigene Booking- und Künstleragenturen und bietet auch zahlreiche Merchandising- und Modeartikel an.
Die visuelle Identität des Labels wurde maßgeblich von den Designern der Pfadfinderei geprägt, welche für das Coverdesign, Videos sowie das Merchandising- und Modedesign verantwortlich sind.
2001 wurde das Sublabel Spielwiese gegründet und im Jahr 2005 mit Memo ein weiteres Sublabel ins Leben gerufen, auf dem unter anderem Veröffentlichungen der Künstler Ben Klock, Zander VT, Lee Van Dowski und Mark Broom erschienen.

## Künstler (Auswahl)
- Ellen Allien
- Regal
- Apparat
- Moderat
- Dillon
- Feadz
- Sascha Funke
- Jahcoozi
- Aérea Negrot
- Joy Wellboy
- Shaleen
- Kiki
- Ben Klock
- Boston 168
- Camea
- Thomas Muller
- Modeselektor
- Smash TV
- Telefon Tel Aviv
- Trike
- Paul Kalkbrenner